# Ford ZX2
La Ford ZX2 (o chiamata anche Escort ZX2)è un'autovettura prodotta dalla Ford statunitense dal 1997 al 2003, facente parte delle serie speciali prodotte sulla base delle versioni d'oltre oceano della Ford Escort.

## Versioni

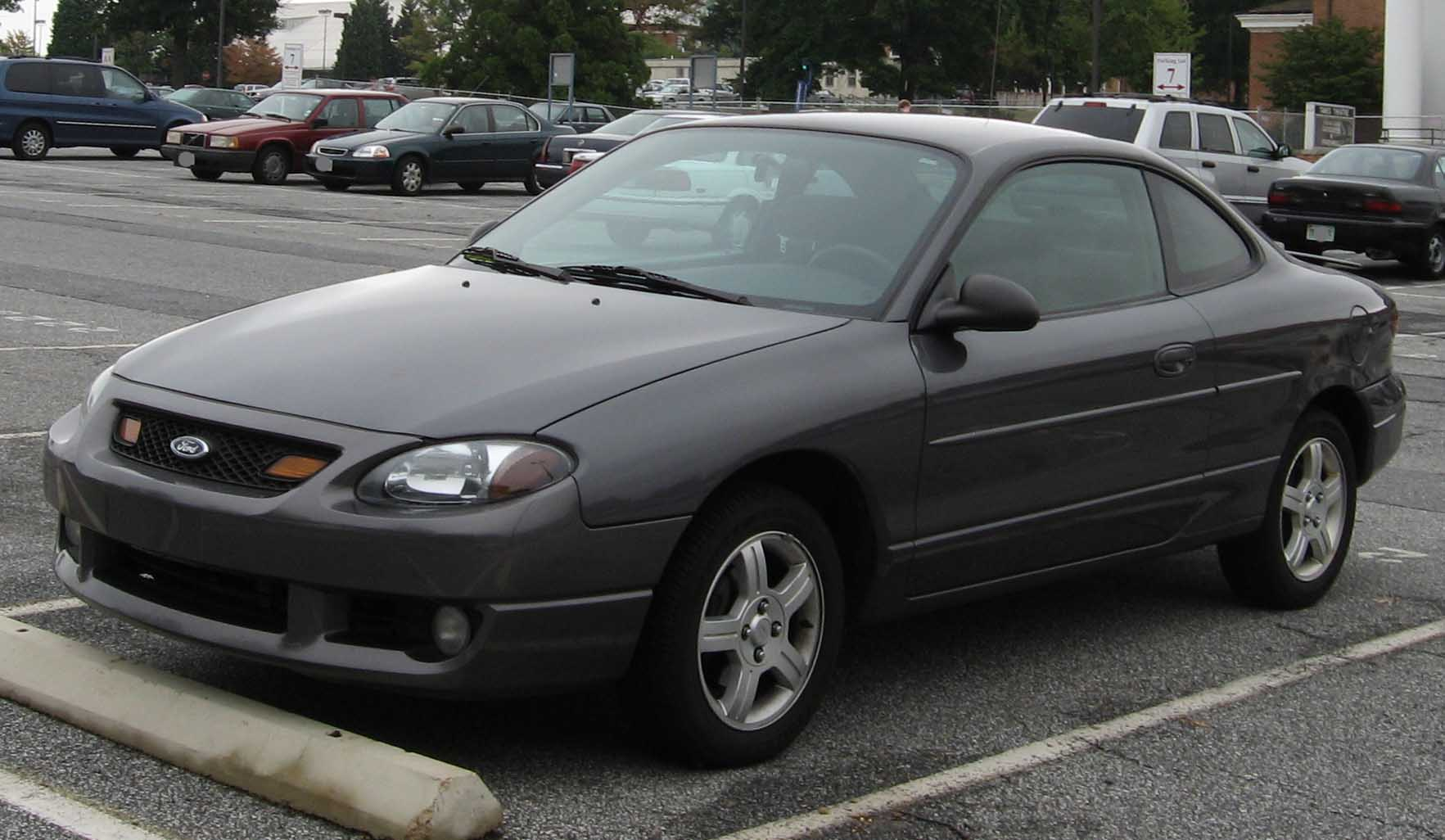
Ford ZX2 restyling 2003

### ZX2
La ZX2 venne rimpiazzata dalle versioni ZX3, ZX4 e ZX5 della Ford Focus. Le due auto condividevano lo stesso motore 2.0 Zetec, ma vi erano alcune differenze. Alla Focus mancava la valvola VCT e aveva degli alberi a camme meno aggressivi che diminuivano la curva di erogazione della potenza di un centinaio di RPM. A causa degli alberi a camme e alla testata differente, la coppia della Focus scese di 10.8 Nm. Grazie a una trasmissione migliore (5 rapporti manuale o 4 rapporti automatica) e al minor peso, la ZX2 continuò a essere migliore della Focus. Venne venduta con cerchi da 15" in lega e sbrinatore posteriore di serie, e dal 2003, con un frontale revisionato. La produzione è cessata nel 2003.

### ZX2 S/R
Il boom delle vetture modificate verso la fine degli anni novanta, fece sì che la Ford incominciasse a pensare a una versione modificata della ZX2 per competere con le vetture più prestazionali ed economiche come la Honda Civic e la Dodge Neon ACR. La Ford creò la ZX2 S/R. Il suo debutto fu al SEMA Import Auto Salon di Pomona nel 1999. La ZX2 S/R fu il primo prodotto sviluppato da Ford Racing con Ford Motor Company Small Vehicle Center Product Development.
La sigla S/R sta a indicare "Street/Racer". La produzione contò 2.110 unità vendute solo nel 1999, tra le quali 110 di colore giallo. Nel 2000, 500 nere, 500 rosse e 1.000 gialle con un aumento di prezzo pari a 1500 $. Di queste ultime 2.000 vetture, si stima che solo 35 siano state vendute in Canada, rendendo questa macchina molto rara da trovare.
Il pacchetto opzionale S/R aggiungeva alle sospensioni pezzi Eibach (M-5560-Z2) e Tokico (M-18000-Z2), più potenza attraverso un Ford Racing PCM (M-12650-Z2), freni posteriori a disco (M-2300-Z2), una doppia frizione Centerforce (M-7560-Z2) più resistente, una trasmissione manuale a rapporti corti B&M (M-7210-Z2), sedili sportivi, una copertura blu per la valvola, un tachimetro che indicava una velocità maggiore (fino a 240 km/h) e pneumatici/cerchi in lega unici.
Rispetto al modello normale la potenza aumentò del 10% grazie alla rimappatura della centralina, al sistema di aerazione migliorato e agli scarichi Borla (M-5230-Z2). Tutte le ZX2 S/R hanno uno speciale adesivo "S/R" sul posteriore, colore argento sulle vetture rosse, oppure rosso sulle vetture gialle o nere. Corre voce che alcune ZX-2 siano uscite dalla fabbrica senza alcuni componenti migliorati come la doppia frizione Centerforce.